# Back to Me
Back to Me — дебютный сольный студийный альбом певца Хауи Дороу, участника группы Backstreet Boys, выпущен 9 ноября 2011 года.

## Об альбоме
Дороу начал работу над сольным альбомом в 2002 году во время перерыва в карьере группы. Работа в студии была отложена в 2003 году, когда Backstreet Boys воссоединились для записи нового альбома. В 2008 году певец рассказал поклонникам о возобновлении работы над сольным альбомом, и что он будет содержать элементы латиноамериканской музыки. Позже, после длительных размышлений, Хауи изменил стиль альбома в сторону танцевальной поп-музыки.

## Список композиций
| №                   | Название                     | Автор(ы)                                                      | Длительность |
| ------------------- | ---------------------------- | ------------------------------------------------------------- | ------------ |
| 1.                  | «100»                        | Роберт Т. Геронцо, Сэмюэл Т. Геронцо, Джедедайя Харпер        | 3:29         |
| 2.                  | «Back To Me»                 | Хауи Дороу, Николас Фёрлонг, Джеррод Беттис                   | 3:43         |
| 3.                  | «Going Going Gone»           | Хауи Дороу, Николас Фёрлонг, Рай Кейз                         | 3:56         |
| 4.                  | «Lie To Me»                  | Крис Дестефано, Зак Пур, Кэм Риндаль                          | 3:55         |
| 5.                  | «Pure»                       | Хауи Дороу, Ник Картер, Дэниел Джеймс, Лия Хэйвуд             | 3:54         |
| 6.                  | «Sleepwalking»               | Стив Ли Олсен, Иван Коррицилиа, Лорен Эванс, Майкл Линни      | 3:41         |
| 7.                  | «Stay»                       | Хауи Дороу, Зак Пур, Кристиан Нильсон                         | 4:23         |
| 8.                  | «This Is Just What I Needed» | Хауи Дороу, Ли Эллиотт                                        | 4:15         |
| 9.                  | «Dominoes»                   | Хауи Дороу, Уэйн Родригес, Андреа Реманда, Девин "DLP" Паркер | 4:04         |
| 10.                 | «Over My Head»               | Хауи Дороу, Уэйн Родригес, Кася Ливингстон                    | 3:43         |
| 11.                 | «Shatterproof»               | Хауи Дороу, Уэйн Родригес, Джоди Марр                         | 3:54         |
| 12.                 | «Way To Your Heart»          | Адам Андерс, Никки Андерс, Пир Астром, Зак Пур                | 3:34         |
| Общая длительность: | Общая длительность:          | Общая длительность:                                           | 46:34        |

| №   | Название           | Автор(ы)                                                | Длительность |
| --- | ------------------ | ------------------------------------------------------- | ------------ |
| 13. | «Unica»            | Хауи Дороу, Джордж Норьега, Хорхе Гонсалес, Лайза Куинн | 4:07         |
| 14. | «If I Say feat. U» | Рамзи Слейман                                           | 3:54         |

| №   | Название         | Автор(ы)                                                | Длительность |
| --- | ---------------- | ------------------------------------------------------- | ------------ |
| 13. | «Over and Under» |                                                         | 4:02         |
| 14. | «Unica»          | Хауи Дороу, Джордж Норьега, Хорхе Гонсалес, Лайза Куинн | 4:07         |